# Луцій Семпроній Атратін (консул 445 року до н. е.)
Лу́цій Семпро́ній Атраті́н (лат. Lucius  Sempronius Atratinus; ? — після 443 до н. е.) — політичний і військовий діяч Римської республіки; консул 444 року до н. е., цензор 443 року до н. е.

## Біографічні відомості
Походив з впливового, давнього патриціанського роду Семпроніїв. Син Авла Семпронія Атратіна, консула 497 і 491 років до н. е. Про молоді роки Луція Семпронія відомості не збереглися.
444 року до н. е. його було обрано консулом разом з Луцієм Папірієм Мугілліном після того, як перші в історії Римської республіки військові трибуни з консульською владою (консулярні трибуни) достроково склали свої повноваження через звинувачення у нелегітимності їхніх виборах. Після того інтеррекс Тит Квінкцій Капітолін Барбат вибрав консулів. Впродовж цієї каденції не було війн і внутрішніх заворушень, був оновлений договір з Ардеєю.
Наступного 443 року до н. е. обох консулів попереднього року було обрано на відновлену посаду цензора для проведення переписів населення та ведення обліку.
З того року згадок про подальшу долю Луція Семпронія Атратіна немає.

## Родина
- Син Авл Семпроній Атратін, військовий трибун з консульською владою 425, 420 і 416 років до н. е.